# Moringharu (vid Brunskär, Korpo)
Moringharu är en ö i Finland. Den ligger i Skärgårdshavet och i kommunen Pargas i landskapet Egentliga Finland, i den sydvästra delen av landet. Ön ligger omkring 65 kilometer sydväst om Åbo och omkring 190 kilometer väster om Helsingfors. Öns area är 3,2 hektar och dess största längd är 430 meter i sydöst-nordvästlig riktning.
Närmaste större samhälle är Korpo, 18,8 km norr om Moringharu.